# Lista över spel till Sega Mega-CD

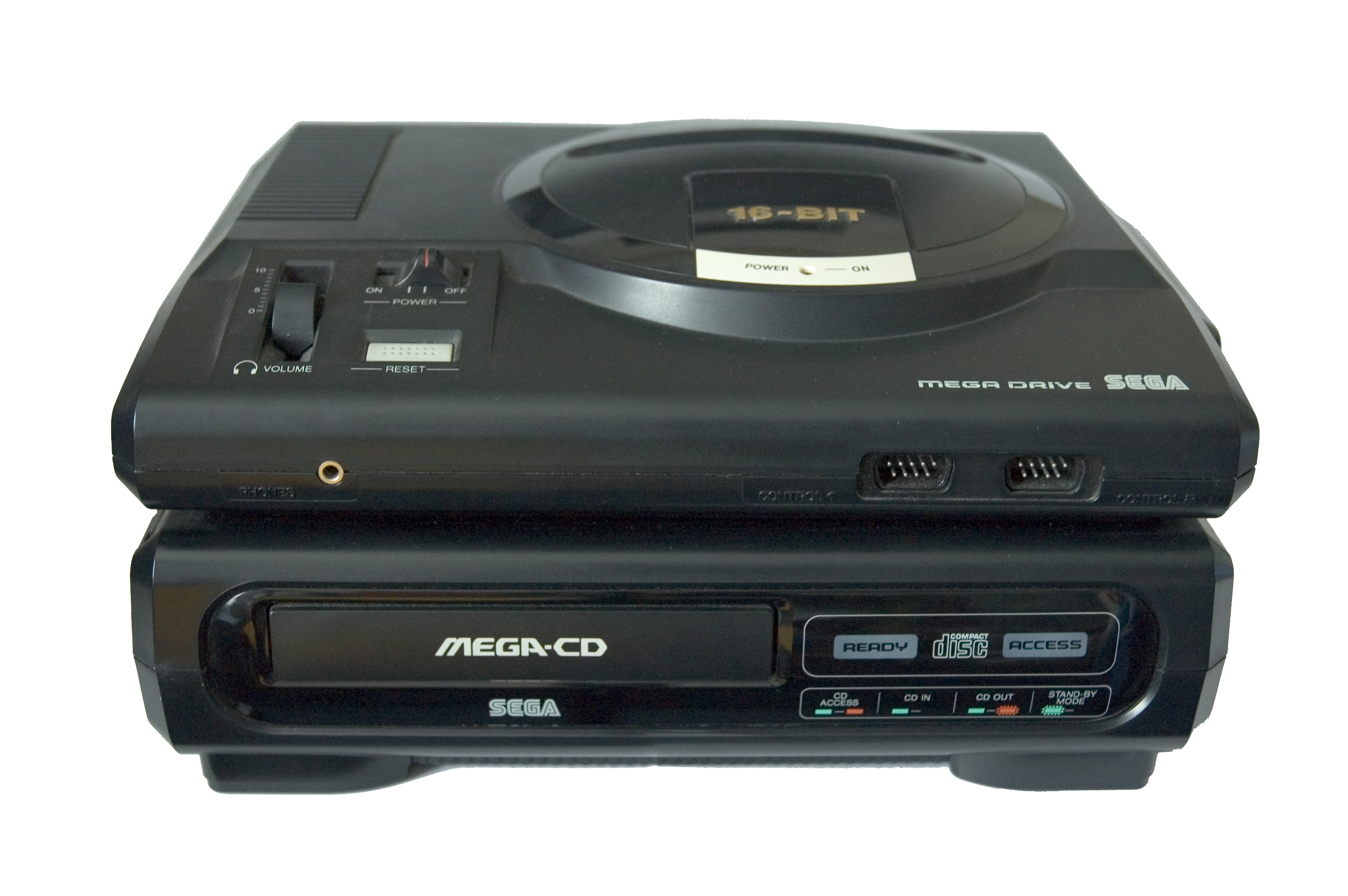
En Sega Mega-CD under en Sega Mega Drive, båda europeiska versioner

Sega Mega-CD, ursprungligen släppt som Mega-CD (メガCD Mega-Shī Dī?) i de flesta regioner utanför Nordamerika (i NA Sega CD), är ett tillbehör till spelkonsolen Sega Mega Drive, designat och producerat av Sega. Det gavs ut i Japan 1991, i Nordamerika 1992 och i PAL-regionerna 1993. Tillbehöret tillför en CD-ROM-funktion till konsolen, som möjliggör för användaren att spela CD-baserade spel, och försåg hårdvaran med extra funktioner. Det kan också spela CDs och CD-grafikskivor. Samtidigt som Mega-CD innehöll en snabbare centralprocessor jämfört med Mega Drive, liksom en viss förstärkt grafikkapacitet, låg det huvudsakliga fokuset med apparaten på att utöka storleken på spelen. Känd för flera spel så som Sonic the Hedgehog CD och för kontroversen kring våldsamma spel som exempelvis Night Trap, sålde Mega-CD drygt 2,2 miljoner enheter världen över. Den slutades officiellt tillverkas 1996.
Bland speltitlarna som släpptes till Mega-CD fanns ett flertal så kallade FMV-spel ("Full motion video", spel som använder förinspelade videofiler), däribland Sewer Shark och Fahrenheit. Mer kända titlar innefattar det kritiskt hyllade Sonic the Hedgehog CD och Lunar: Eternal Blue, och även det kontroversiella Night Trap som resulterade i diskussioner kring våld i spel. Mega-CD fick också förbättrade porteringar av spel från Mega Drive, bland annat Batman Returns och Ecco the Dolphin. I spelkatalogen finns sex spel som, förutom individuella utgivningar på Mega-CD, också fick separata versioner som använde både Mega-CD och Sega 32X. I synnerhet har Sonic the Hedgehog CD uppmärksammats för dess välgjorda grafik och nya element av tidsresor utan att ändra den traditionella Sonic-konceptet. Trots den stora mängd av FMV-spel och Mega Drive-porteringar, har Mega-CD:s spelkatalog kritiserats för dess brist på djup. Kvaliteten på FMV på Mega-CD var skral på grund av undermålig mjukvara för videokompression och systemets begränsade färgpalett, och konceptet fångade aldrig publiken. De flesta porteringar från Mega Drive till Mega-CD adderade FMV-sekvenser, extra nivåer och förbättrat ljud, men var i övrigt samma spel som de som släpptes till Mega Drive. Filmerna i sekvenserna har också blivit kritiserade, där kvaliteten ansågs jämförbar med ett gammalt VHS-band.
Följande lista innehåller alla spel utgivna på Mega-CD. Av dessa spel finns sex titlar (markerade med † i titeln för spelet) som också släpptes i format som använde en kombination av Mega-CD och Sega 32X. Alla utgivningsår som anges är för det tidigaste släppet av spelen, vilka har sålts i flera regioner i världen, inklusive Japan, Nordamerika, och Europa. Sammanlagt finns 210 titlar listade.

## Spel
| Titel | Utvecklare                       | Utgivare                    | JP utgivning | NA utgivning | PAL utgivning | Årtal först utgivet |
| --- | -------------------------------- | --------------------------- | ------------ | ------------ | ------------- | ------------------- |
| 3 Ninjas Kick Back                                                                                        | Malibu Interactive               | Sony Imagesoft              |              | Ja           |               | 1994                |
| A-Rank Thunder Tanjouhen                                                                                  | Riot                             | Nihon Telenet               | Ja           |              |               | 1993                |
| The Adventures of Batman & Robin                                                                          | Clockwork Games                  | Sega                        |              | Ja           | Ja            | 1995                |
| Adventures of Willy Beamish, The                                                                          | Sierra                           | Dynamix                     |              | Ja           |               | 1993                |
| After Armageddon Gaiden                                                                                   | Micro Design                     | Sega                        | Ja           |              |               | 1994                |
| After Burner III                                                                                          | CSK Research Institute           | Sega                        | Ja           | Ja           | Ja            | 1993                |
| Aisle Lord                                                                                                | Wolf Team                        | Wolf Team                   | Ja           |              |               | 1992                |
| Alshark                                                                                                   | Popcorn Software                 | Polydor                     | Ja           |              |               | 1993                |
| Amazing Spider-Man vs. The Kingpin, The                                                                   | Sega                             | Sega                        |              | Ja           | Ja            | 1993                |
| Android Assault: The Revenge of Bari-Arm •Bari-ArmJP                                                      | Human Entertainment              | Big Fun Games               | Ja           | Ja           |               | 1994                |
| Anett Futatabi                                                                                            | Wolf Team                        | Wolf Team                   | Ja           | Ja           |               | 1993                |
| Animals, The                                                                                              | Arnowitz Studios                 | Software Toolworks          |              | Ja           | Ja            | 1994                |
| Arcus 1-2-3                                                                                               | Wolf Team                        | Wolf Team                   | Ja           |              |               | 1993                |
| Arslan Senki                                                                                              | Sega                             | Sega                        | Ja           |              |               | 1993                |
| A/X-101                                                                                                   | Micronet                         | Absolute Entertainment      | Ja           | Ja           |               | 1994                |
| Bakuden: The Unbalanced Zone                                                                              | Sony Music Entertainment         | Sony Music Entertainment    | Ja           |              |               | 1994                |
| Batman Returns                                                                                            | Malibu Interactive               | Sega                        |              | Ja           | Ja            | 1993                |
| Battle Frenzy •BloodshotPAL                                                                               | Domark Software                  | Acclaim Entertainment       |              |              | Ja            | 1995                |
| Battlecorps                                                                                               | Core Design                      | Victor Interactive Software | Ja           | Ja           | Ja            | 1994                |
| BC Racers •Stone RacersPAL                                                                                | Core Design                      | Time Warner Interactive     |              | Ja           | Ja            | 1994                |
| Bill Walsh College Football                                                                               | High Score Productions           | Electronic Arts             |              | Ja           | Ja            | 1993                |
| Black Hole Assault                                                                                        | Micronet                         | Bignet USA                  | Ja           | Ja           | Ja            | 1992                |
| Bouncers                                                                                                  | Dynamix                          | Sega                        |              | Ja           |               | 1994                |
| Bram Stoker's Dracula                                                                                     | Psygnosis                        | Sony Imagesoft              |              | Ja           |               | 1993                |
| Brutal: Paws of Fury                                                                                      | Imagitec Design                  | GameTek                     |              | Ja           | Ja            | 1994                |
| Burai | Pandora's Box                    | Sega                        | Ja           |              |               | 1992                |
| Cadillacs and Dinosaurs: The Second Cataclysm                                                             | Capcom                           | Rocket Science Games        |              | Ja           |               | 1994                |
| Capcom no Quiz: Tonosama no Yabou                                                                         | Sims Computing Inc.              | Capcom                      | Ja           |              |               | 1992                |
| Captain Tsubasa                                                                                           | Tecmo                            | Tecmo                       | Ja           |              |               | 1994                |
| Championship Soccer '94 •Sensible SoccerPAL                                                               | Sensible Software                | Sony Imagesoft              |              | Ja           | Ja            | 1993                |
| Chuck Rock                                                                                                | Core Design                      | Sony Imagesoft              |              | Ja           | Ja            | 1992                |
| Chuck Rock II: Son of Chuck                                                                               | Core Design                      | Virgin Games                |              | Ja           | Ja            | 1993                |
| Cliffhanger                                                                                               | Malibu Interactive               | Sony Imagesoft              |              | Ja           |               | 1993                |
| Cobra Command •Thunder Storm FXJP                                                                         | Wolf Team                        | Sega                        | Ja           | Ja           | Ja            | 1992                |
| Colors of Modern Rock                                                                                     | Sega                             | Sega                        |              | Ja           |               | 1993                |
| Compton's Interactive Encyclopedia                                                                        | The Learning Company             | Sega                        |              | Ja           |               | 1994                |
| Corpse Killer †                                                                                           | Digital Pictures                 | Sega                        |              | Ja           | Ja            | 1994                |
| Cosmic Fantasy Stories                                                                                    | Riot                             | Nihon Telenet               | Ja           |              |               | 1992                |
| Crime Patrol                                                                                              | American Laser Games             | American Laser Games        |              | Ja           |               | 1994                |
| Cyborg 009                                                                                                | Riot                             | Nihon Telenet               | Ja           |              |               | 1993                |
| Daihoushinden                                                                                             | Victor Interactive Software      | Sega                        | Ja           |              |               | 1994                |
| Dark Wizard                                                                                               | Renovation Products              | Sega                        | Ja           | Ja           |               | 1993                |
| Death Bringer: The Knight of Darkness                                                                     | Riot                             | Nihon Telenet               | Ja           |              |               | 1992                |
| Demolition Man                                                                                            | Alexandria, Inc.                 | Acclaim Entertainment       |              | Ja           |               | 1995                |
| Detonator Organ                                                                                           | Hot B                            | Hot B                       | Ja           |              |               | 1992                |
| Devastator                                                                                                | Wolf Team                        | Wolf Team                   | Ja           |              |               | 1993                |
| Double Switch                                                                                             | Digital Pictures                 | Sega                        | Ja           | Ja           | Ja            | 1993                |
| Dracula Unleashed                                                                                         | ICOM Simulations                 | Sega                        |              | Ja           | Ja            | 1993                |
| Dragon's Lair                                                                                             | Don Bluth Studios                | Readysoft                   | Ja           | Ja           | Ja            | 1994                |
| Dune | Cryo Interactive                 | Virgin Interactive          |              | Ja           | Ja            | 1993                |
| Dungeon Explorer                                                                                          | Hudson Soft                      | Sega                        |              | Ja           | Ja            | 1994                |
| Dungeon Master II: The Legend of Skullkeep                                                                | JVC                              | JVC                         | Ja           | Ja           | Ja            | 1994                |
| Dynamic Country Club                                                                                      | Sega                             | Sega                        | Ja           |              |               | 1993                |
| Earnest Evans                                                                                             | Wolf Team                        | Nihon Telenet               | Ja           |              |               | 1991                |
| Earthworm Jim: Special Edition                                                                            | Shiny Entertainment              | Interplay                   |              | Ja           | Ja            | 1995                |
| Ecco the Dolphin                                                                                          | Novotrade                        | Sega                        | Ja           | Ja           | Ja            | 1993                |
| Ecco: The Tides of Time                                                                                   | Novotrade                        | Sega                        | Ja           | Ja           | Ja            | 1994                |
| Egawa Suguro no Super League                                                                              | Hudson Soft                      | Sega                        | Ja           |              |               | 1993                |
| ESPN Baseball Tonight                                                                                     | Park Place Productions           | Sony Imagesoft              |              | Ja           | Ja            | 1994                |
| ESPN National Hockey Night                                                                                | Park Place Productions           | Sony Imagesoft              |              | Ja           |               | 1994                |
| ESPN NBA HangTime '95                                                                                     | Sony Imagesoft                   | Sony Imagesoft              |              | Ja           |               | 1994                |
| ESPN Sunday Night NFL                                                                                     | Ringler Studios                  | Sony Imagesoft              |              | Ja           |               | 1994                |
| Eternal Champions: Challenge from the Dark Side                                                           | Sega Interactive                 | Sega                        |              | Ja           | Ja            | 1994                |
| Eye of the Beholder                                                                                       | Westwood Associates              | Strategic Simulations, Inc. | Ja           | Ja           | Ja            | 1994                |
| F-1 Circus CD                                                                                             | Nihon Bussan                     | Nichibutsu                  | Ja           |              |               | 1994                |
| Fahrenheit †                                                                                              | Infogrames                       | Sega                        | Ja           | Ja           | Ja            | 1995                |
| Fatal Fury Special •Garou Densetsu SpecialJP                                                              | SNK                              | JVC                         | Ja           | Ja           | Ja            | 1995                |
| Fhey Area                                                                                                 | Wolf Team                        | Wolf Team                   | Ja           |              |               | 1992                |
| FIFA International Soccer •FIFA International Soccer: Championship EditionPAL                             | Extended Play Productions        | Electronic Arts             |              | Ja           | Ja            | 1994                |
| Final Fight CD                                                                                            | Capcom                           | Sega                        | Ja           | Ja           | Ja            | 1993                |
| Flashback: The Quest for Identity                                                                         | Delphine Software                | U.S. Gold                   |              | Ja           |               | 1993                |
| Flink •The Misadventures of FlinkNA                                                                       | Psygnosis                        | Psygnosis Vic Tokai         |              | Ja           | Ja            | 1994                |
| Formula One World Championship: Beyond the Limit •Heavenly Symphony:Formula One World Championship 1993JP | Fuji Television                  | Sega                        | Ja           | Ja           | Ja            | 1994                |
| Frog Feast                                                                                                | Rastersoft                       | Oldergames                  |              | Ja           |               | 2005                |
| Funky Horror Band                                                                                         | JVC                              | Sega                        | Ja           |              |               | 1991                |
| Gambler Jikko Chuushinha 2                                                                                | Game Arts                        | Game Arts                   | Ja           |              |               | 1992                |
| Game no Kanzume Vol. 1                                                                                    | Sega                             | Sega                        | Ja           |              |               | 1994                |
| Game no Kanzume Vol. 2                                                                                    | Sega                             | Sega                        | Ja           |              |               | 1994                |
| Genei Toshi: Illusion City                                                                                | Micro Cabin                      | Micro Cabin                 | Ja           |              |               | 1993                |
| Genghis Khan II: Clan of the Gray Wolf •Super Aoki Ookami to Shiroki Meshika: Genchou HishiJP             | Koei                             | Koei                        | Ja           |              |               | 1993                |
| Ground Zero: Texas                                                                                        | Digital Pictures                 | Sony Imagesoft              |              | Ja           | Ja            | 1993                |
| Heart of the Alien                                                                                        | Delphine Software                | Virgin Interactive          |              | Ja           |               | 1994                |
| Heavy Nova                                                                                                | Holocronet                       | Micronet                    | Ja           |              |               | 1991                |
| Heimdall                                                                                                  | Core Design                      | JVC                         | Ja           | Ja           |               | 1994                |
| Hook | Core Design                      | Sony Imagesoft              |              | Ja           | Ja            | 1992                |
| Hot Hits                                                                                                  | Sega                             | Sega                        |              | Ja           |               | 1992                |
| INXS: Make My Video                                                                                       | Digital Pictures                 | Sega                        |              | Ja           | Ja            | 1992                |
| Iron Helix                                                                                                | Drew Pictures                    | Spectrum HoloByte           |              | Ja           |               | 1994                |
| Ishii Hisaichi no Daisekai                                                                                | Sega                             | Sega                        | Ja           |              |               | 1994                |
| Jaguar XJ220                                                                                              | Core Design                      | Core Design, JVC            | Ja           | Ja           | Ja            | 1993                |
| Jango World Cup                                                                                           | JVC                              | JVC                         | Ja           |              |               | 1993                |
| Jeopardy!                                                                                                 | Absolute Entertainment           | Sony Imagesoft              |              | Ja           |               | 1994                |
| Joe Montana Football                                                                                      | Electronic Arts                  | Sega                        |              | Ja           |               | 1993                |
| Jurassic Park                                                                                             | Archer Communications            | Sega                        | Ja           | Ja           | Ja            | 1993                |
| Keio Flying Squadron •Keio YugekitaiJP                                                                    | Victor Entertainment             | Sega                        | Ja           | Ja           | Ja            | 1993                |
| Kids on Site                                                                                              | Digital Pictures                 | Sega                        |              | Ja           | Ja            | 1994                |
| Kris Kross: Make My Video                                                                                 | Digital Pictures                 | Sega                        |              | Ja           | Ja            | 1992                |
| Lawnmower Man, The                                                                                        | Sales Curve                      | Time Warner                 |              | Ja           | Ja            | 1994                |
| Lethal Enforcers                                                                                          | Konami                           | Konami                      | Ja           | Ja           | Ja            | 1993                |
| Lethal Enforcers II: Gun Fighters                                                                         | Konami                           | Konami                      | Ja           | Ja           | Ja            | 1994                |
| Links: The Challenge of Golf                                                                              | Access Software                  | Virgin Interactive          |              | Ja           |               | 1994                |
| Loadstar: The Legend of Tully Bodine                                                                      | Rocket Science Games             | Rocket Science Games        |              | Ja           |               | 1994                |
| Lords of Thunder                                                                                          | Hudson Soft                      | Sega                        |              | Ja           | Ja            | 1995                |
| Lunar: Eternal Blue                                                                                       | Game Arts                        | Working Designs             | Ja           | Ja           |               | 1994                |
| Lunar: The Silver Star                                                                                    | Game Arts                        | Working Designs             | Ja           | Ja           |               | 1993                |
| Mad Dog McCree                                                                                            | American Laser Games             | American Laser Games        |              | Ja           |               | 1993                |
| Mad Dog II: The Lost Gold                                                                                 | American Laser Games             | American Laser Games        |              | Ja           |               | 1994                |
| Mahou no Shoujo: Silky Lip                                                                                | Riot                             | Nihon Telenet               | Ja           |              |               | 1992                |
| Mansion of Hidden Souls •Shinsetsu Yumeni Yataka no MongatariJP •Yumeni Mystery MansionPAL                | System Sacom                     | Vic Tokai                   | Ja           | Ja           | Ja            | 1993                |
| Marky Mark and the Funky Bunch: Make My Video                                                             | Digital Pictures                 | Sega                        |              | Ja           |               | 1992                |
| Mary Shelley's Frankenstein                                                                               | Psygnosis                        | Sony Imagesoft              |              | Ja           |               | 1994                |
| Masked Rider •Kamen Rider ZoJP                                                                            | Toei Animation                   | Toei Animation              | Ja           | Ja           |               | 1994                |
| MegaRace                                                                                                  | Cryo Interactive                 | Software Toolworks          |              | Ja           |               | 1994                |
| Mega Schwarzschild                                                                                        | Kogado Studio                    | Sega                        | Ja           |              |               | 1993                |
| Mickey Mania: The Timeless Adventures of Mickey Mouse                                                     | Traveller's Tales                | Sony Imagesoft              |              | Ja           | Ja            | 1994                |
| Microcosm                                                                                                 | Psygnosis                        | Sony Imagesoft              | Ja           | Ja           | Ja            | 1994                |
| Midnight Raiders                                                                                          | Stargate Productions             | Sega                        |              | Ja           | Ja            | 1994                |
| Might and Magic III: Isles of Terra                                                                       | New World Computing              | CSK                         | Ja           |              |               | 1993                |
| Mighty Morphin Power Rangers                                                                              | Saban Entertainment              | Sega                        |              | Ja           | Ja            | 1994                |
| Mortal Kombat •Mortal Kombat CompleteJP                                                                   | Midway Games                     | Arena Entertainment         | Ja           | Ja           | Ja            | 1994                |
| My Paint: The Animated Paint Program                                                                      | Saddleback Graphics              | Bridgestone Multimedia      |              | Ja           |               | 1993                |
| NBA Jam                                                                                                   | Midway Games                     | Acclaim Entertainment       | Ja           | Ja           | Ja            | 1993                |
| NFL Football Trivia Challenge                                                                             | CapDisc                          | Phillips Interactive        |              | Ja           |               | 1994                |
| NFL's Greatest: San Francisco vs. Dallas 1978-1993                                                        | Park Place Productions           | Sega                        |              | Ja           |               | 1993                |
| NHL '94                                                                                                   | High Score Productions           | Electronic Arts             |              | Ja           | Ja            | 1993                |
| Night Striker                                                                                             | Taito                            | Taito                       | Ja           |              |               | 1993                |
| Night Trap †                                                                                              | Digital Pictures                 | Sega Tec Toy                | Ja           | Ja           | Ja            | 1992                |
| The Ninja Warriors                                                                                        | Natsume                          | Taito                       | Ja           |              |               | 1993                |
| Nobunaga's Ambition 3: The Rising Sun                                                                     | Koei                             | Koei                        | Ja           |              |               | 1994                |
| Nostalgia 1907                                                                                            | Sur de Wave                      | TakerUCO                    | Ja           |              |               | 1993                |
| Novastorm                                                                                                 | Psygnosis                        | Sony Imagesoft              |              | Ja           | Ja            | 1993                |
| Panic! •Switch!JP                                                                                         | Data East                        | Sega                        | Ja           | Ja           |               | 1993                |
| Pitfall: The Mayan Adventure                                                                              | Activision                       | Activision                  |              | Ja           | Ja            | 1994                |
| Popful Mail: Magical Fantasy Adventure                                                                    | Falcom                           | Working Designs             | Ja           | Ja           |               | 1994                |
| Power Factory Featuring C+C Music Factory                                                                 | Digital Pictures                 | Sony Imagesoft              |              | Ja           | Ja            | 1992                |
| Powermonger                                                                                               | Bullfrog Games                   | Electronic Arts             |              | Ja           | Ja            | 1994                |
| Prince of Persia                                                                                          | JVC                              | Sega                        | Ja           | Ja           | Ja            | 1992                |
| Prize Fighter                                                                                             | Digital Pictures                 | Sega                        | Ja           | Ja           | Ja            | 1993                |
| Pro Yakyuu Super League CD                                                                                | Hudson Soft                      | Sega                        | Ja           |              |               | 1992                |
| Psychic Detective vol. 3: Psychic Detective Aya                                                           | DAPS                             | Data West                   | Ja           |              |               | 1993                |
| Psychic Detective vol. 4: Psychic Detective Orgel                                                         | DAPS                             | Data West                   | Ja           |              |               | 1993                |
| Puggsy | Psygnosis                        | Sony Imagesoft              |              | Ja           | Ja            | 1993                |
| Quiz Scramble Special                                                                                     | Sega                             | Sega                        | Ja           |              |               | 1992                |
| Racing Aces                                                                                               | Sega                             | Sega                        |              | Ja           |               | 1993                |
| Radical Rex                                                                                               | Beam Software                    | Activision                  |              | Ja           |               | 1994                |
| Ranma ½: Byukuran Aika                                                                                    | NCS                              | Masaya                      | Ja           |              |               | 1993                |
| RDF Global Conflict                                                                                       | Imagineering                     | Absolute Entertainment      |              | Ja           |               | 1994                |
| Record of Lodoss War                                                                                      | JASPAC                           | Sega                        | Ja           |              |               | 1994                |
| Revenge of the Ninja                                                                                      | Wolf Team                        | Renovation Products         |              | Ja           |               | 1993                |
| Revengers of Vengeance •Battle FantasyJP                                                                  | Micronet                         | Extreme Entertainment       | Ja           | Ja           |               | 1994                |
| Rise of the Dragon                                                                                        | Dynamix                          | Sega Sierra Games           | Ja           | Ja           |               | 1993                |
| Road Avenger •Road Blaster FXJP                                                                           | Wolf Team                        | Renovation Products         | Ja           | Ja           | Ja            | 1993                |
| Road Rash                                                                                                 | New Level Software, Inc.         | Electronic Arts             |              | Ja           |               | 1995                |
| Robo Aleste •Denin AlesteJP                                                                               | Compile                          | Tengen                      | Ja           | Ja           | Ja            | 1993                |
| Romance of the Three Kingdoms III: Dragon of Destiny •Gekijoban Sangokushi III                            | Koei                             | Koei                        | Ja           |              |               | 1993                |
| Samurai Shodown •Samurai SpiritsJP                                                                        | SNK                              | JVC                         | Ja           | Ja           | Ja            | 1995                |
| Secret of Monkey Island, The                                                                              | LucasArts                        | JVC                         | Ja           | Ja           |               | 1993                |
| Sega Classics Arcade Collection (4-in-1)                                                                  | Sega                             | Sega                        | Ja           | Ja           | Ja            | 1993                |
| Sega Classics Arcade Collection (5-in-1)                                                                  | Sega                             | Sega                        | Ja           | Ja           | Ja            | 1993                |
| Seima Densetsu 3×3 Eyes                                                                                   | Sega                             | Sega                        | Ja           |              |               | 1993                |
| Sengoku Denshou                                                                                           | SNK                              | Sammy Studios               | Ja           |              |               | 1993                |
| Sewer Shark                                                                                               | Digital Pictures                 | Sony Imagesoft              |              | Ja           | Ja            | 1992                |
| Shadow of the Beast II                                                                                    | Psygnosis                        | JVC                         | Ja           | Ja           | Ja            | 1994                |
| Shadowrun                                                                                                 | Compile                          | FASA Interactive            | Ja           |              |               | 1996                |
| Sherlock Holmes: Consulting Detective                                                                     | ICOM Simulations                 | Sega                        |              | Ja           | Ja            | 1992                |
| Sherlock Holmes: Consulting Detective Vol. II                                                             | ICOM Simulations                 | Sega                        |              | Ja           | Ja            | 1993                |
| Shin Megami Tensei                                                                                        | Atlus Software                   | SIMS                        | Ja           |              |               | 1994                |
| Shining Force CD                                                                                          | Sonic Co.                        | Sega                        | Ja           | Ja           | Ja            | 1994                |
| Silpheed                                                                                                  | Game Arts                        | Sega                        | Ja           | Ja           | Ja            | 1993                |
| SimEarth                                                                                                  | Maxis                            | Sega                        | Ja           |              |               | 1993                |
| Slam City with Scottie Pippen †                                                                           | Digital Pictures                 | Acclaim Entertainment       |              | Ja           | Ja            | 1994                |
| Smurfs, The •Les SchtroumpfsGER                                                                           | Virtual Studio                   | Infogrames                  |              |              | Ja            | 1995                |
| Snatcher                                                                                                  | Konami                           | Konami                      | Ja           | Ja           | Ja            | 1994                |
| Sol-Feace                                                                                                 | Wolf Team                        | Sega                        | Ja           | Ja           | Ja            | 1992                |
| Sonic the Hedgehog CD                                                                                     | Sonic Team                       | Sega                        | Ja           | Ja           | Ja            | 1993                |
| Soulstar                                                                                                  | Core Design                      | Time Warner Interactive     | Ja           | Ja           | Ja            | 1994                |
| Space Ace                                                                                                 | Epicenter Interactive            | Readysoft                   | Ja           | Ja           | Ja            | 1993                |
| Space Adventure - Cobra, The: The Legendary Bandit                                                        | Hudson Soft                      | Sega                        | Ja           | Ja           | Ja            | 1995                |
| Starblade                                                                                                 | Namco                            | Namco                       | Ja           | Ja           | Ja            | 1994                |
| Star Wars Chess                                                                                           | Software Toolworks               | Software Toolworks          | Ja           | Ja           | Ja            | 1993                |
| Star Wars: Rebel Assault                                                                                  | LucasArts                        | JVC                         | Ja           | Ja           | Ja            | 1994                |
| Stellar Fire                                                                                              | Sierra On-Line                   | Dynamix                     | Ja           | Ja           | Ja            | 1993                |
| Supreme Warrior †                                                                                         | Digital Pictures                 | Digital Pictures            |              | Ja           | Ja            | 1994                |
| Surgical Strike †                                                                                         | The Code Monkeys                 | Sega                        | Ja           | Ja           | Ja            | 1995                |
| Syndicate                                                                                                 | Bullfrog Games                   | Electronic Arts             |              |              | Ja            | 1993                |
| Tenbu: Mega CD Special                                                                                    | Wolf Team                        | Wolf Team                   | Ja           |              |               | 1992                |
| Tenka Fubu                                                                                                | Game Arts                        | Game Arts                   | Ja           |              |               | 1991                |
| Terminator, The                                                                                           | Probe Software                   | Virgin Games                | Ja           | Ja           | Ja            | 1993                |
| Theme Park                                                                                                | Bullfrog Games                   | Electronic Arts             |              |              | Ja            | 1995                |
| Third World War, The                                                                                      | Micronet                         | Extreme Entertainment       | Ja           | Ja           |               | 1993                |
| Thunderhawk •AH-3 ThunderstrikeNA                                                                         | Core Design                      | JVC Musical Industries      | Ja           | Ja           | Ja            | 1993                |
| Time Gal                                                                                                  | Wolf Team                        | Renovation Products         | Ja           | Ja           | Ja            | 1993                |
| Tomcat Alley                                                                                              | The Code Monkeys                 | Sega                        | Ja           | Ja           | Ja            | 1994                |
| Trivial Pursuit                                                                                           | Western Technologies             | Virgin Games                |              | Ja           |               | 1994                |
| Ultraverse Prime                                                                                          | Malibu Interactive               | Sony Imagesoft              |              | Ja           |               | 1994                |
| Urusei Yatsura: My Dear Friends                                                                           | Game Arts                        | Game Arts                   | Ja           |              |               | 1994                |
| Vay | SIMS                             | Working Designs             | Ja           | Ja           |               | 1993                |
| Warau Salesman                                                                                            | Sega                             | Sega                        | Ja           |              |               | 1993                |
| Wheel of Fortune                                                                                          | Sony Imagesoft                   | Sony Imagesoft              |              | Ja           |               | 1994                |
| Who Shot Johnny Rock?                                                                                     | American Laser Games             | American Laser Games        |              | Ja           |               | 1993                |
| Wild Woody                                                                                                | Sega                             | Sega                        | Ja           | Ja           |               | 1995                |
| Wing Commander                                                                                            | Origin Systems                   | Sega                        | Ja           | Ja           |               | 1994                |
| Winning Post                                                                                              | Koei                             | Koei                        | Ja           |              |               | 1993                |
| Wirehead                                                                                                  | The Code Monkeys MGM Interactive | Sega                        |              | Ja           |               | 1995                |
| Wolfchild                                                                                                 | Core Design                      | JVC                         | Ja           | Ja           | Ja            | 1993                |
| Wonder Dog                                                                                                | Core Design                      | JVC                         | Ja           | Ja           | Ja            | 1992                |
| Wondermega Collection                                                                                     | Sega                             | JVC                         | Ja           |              |               | 1992                |
| World Cup USA '94                                                                                         | Tiertex Design Studios           | U.S. Gold                   |              | Ja           | Ja            | 1994                |
| WWF Rage in the Cage •WWF Mania TourJP                                                                    | Sculptured Software              | Acclaim Entertainment       | Ja           | Ja           | Ja            | 1993                |
| Yumimi Mix                                                                                                | Game Arts                        | Game Arts                   | Ja           |              |               | 1993                |